# Prodiaphania cygnus
Prodiaphania cygnus är en tvåvingeart som först beskrevs av Malloch 1936.  Prodiaphania cygnus ingår i släktet Prodiaphania och familjen parasitflugor. Inga underarter finns listade i Catalogue of Life.